# Poraj (gemeente)

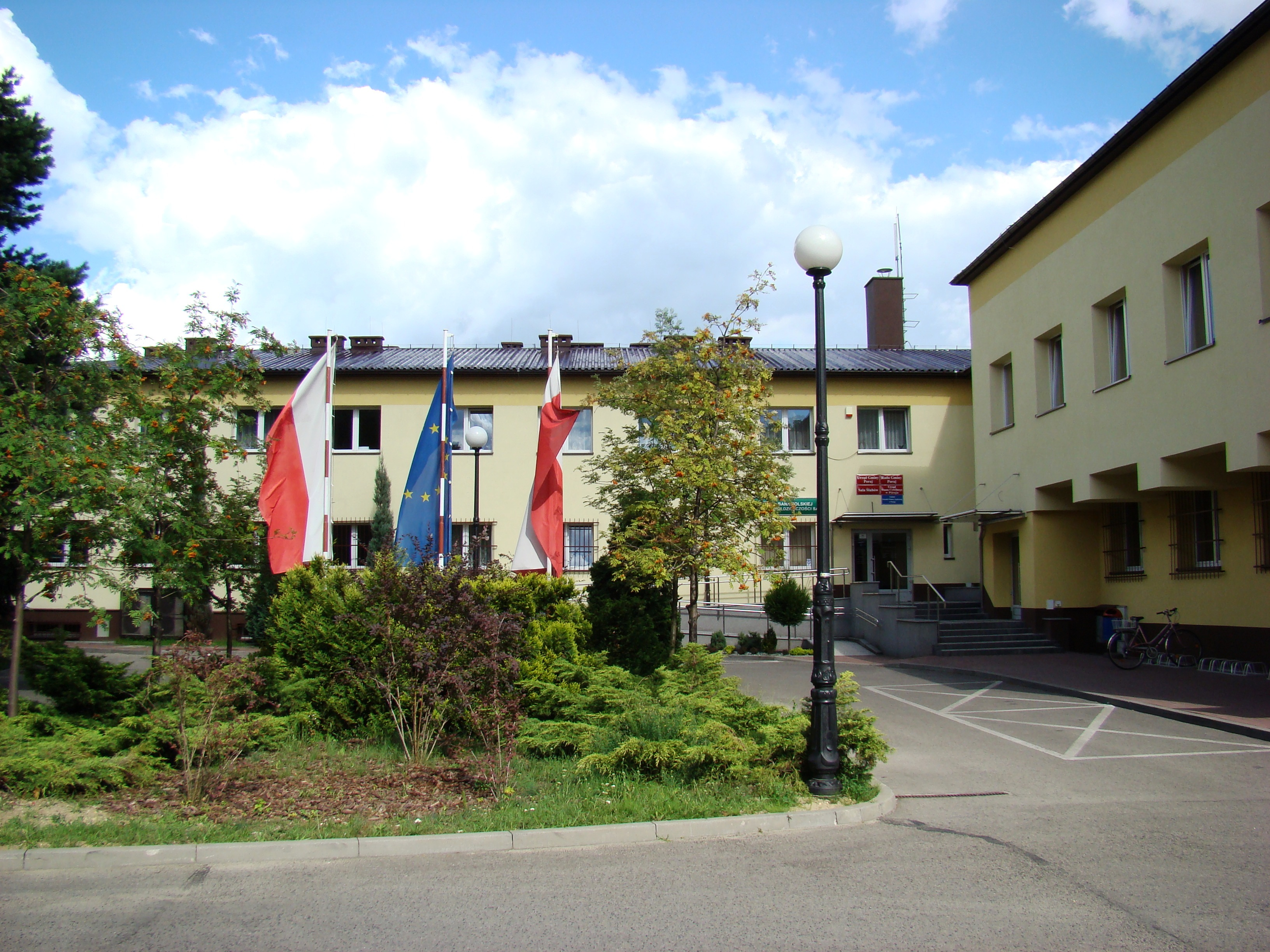
Gemeentehuis

De gemeente Poraj is een landgemeente in het Poolse woiwodschap Silezië, in powiat Myszkowski.
De zetel van de gemeente is in Poraj.
Op 30 juni 2004 telde de gemeente 10 605 inwoners.

## Oppervlakte gegevens
In 2002 bedroeg de totale oppervlakte van gemeente Poraj 58,53 km², waarvan:
- agrarisch gebied: 46%
- bossen: 40%

De gemeente beslaat 12,23% van de totale oppervlakte van de powiat.

## Demografie
Stand op 30 juni 2004:
| Omschrijving                   | Totaal | Totaal | Vrouwen | Vrouwen | Mannen | Mannen |
| ------------------------------ | ------ | ------ | ------- | ------- | ------ | ------ |
| eenheid                        | aantal | %      | aantal  | %       | aantal | %      |
| inwoners                       | 10 605 | 100    | 5522    | 52,1    | 5083   | 47,9   |
| bevolkingsdichtheid (inw./km²) | 181,2  | 181,2  | 94,3    | 94,3    | 86,8   | 86,8   |

In 2002 bedroeg het gemiddelde inkomen per inwoner 1339,45 zł.

## Administratieve plaatsen (sołectwo)
Choroń, Dębowiec, Gęzyn, Jastrząb, Kuźnica Stara, Masłońskie, Poraj, Żarki-Letnisko.

## Aangrenzende gemeenten
Kamienica Polska, Koziegłowy, Myszków, Olsztyn, Żarki